# 圖氏胸棘鯛
圖氏胸棘鯛輻鰭魚綱金眼鯛目燧鯛亞目燧鯛科的其中一種，分布於西印度洋海域，棲息深度870-888公尺，體長可達16.2公分，棲息在深水域，無經濟價值。

## 擴展閱讀
維基物種上的相關：圖氏胸棘鯛